# سان غودينزو
سان غودينزو هي كومونا في مدينة فلورنسا الحضرية في إقليم توسكانا الإيطالية ، وتقع على بعد حوالي 35 كيلومتر (22 ميل) شمال شرق فلورنسا ، في توسكان-إيميليان أبينيني .
تحد سان غودينزو البلديات الآتية: ديكامانو و لوندا و مارادي وبورتيكو إي سان بنديتو وبريميلكوري وسانتا صوفيا و ستيا .
يقع عند سفح جبل فالترونا ، وهو أحد المداخل إلى فورست كاسينتينيسي, مونت فالتيرونا, متنزه كامبيجنا الوطني . وتعد قرية Castagno d'Andrea مسقط رأس رسام عصر النهضة أندريا ديل كاستاغنو .